# Cratere Storni
Storni  è un cratere sulla superficie di Venere. Deve il proprio nome ad Alfonsina Storni Martignoni (1892–1938), poetessa e drammaturga argentina originaria del Canton Ticino. 